# Mora Dhansiri
Le Mora Dhansiri est une rivière et un sous-affluent du Brahmapoutre par la Dhansiri.